# Tausendfüßer
Die Tausendfüßer (Myriapoda, von griechisch μύριοι / μυρίος mýrioi / myríos, deutsch ‚zehntausend / sehr viel‘ und griechisch πούς pús, deutsch ‚Fuß‘, also eigentlich Zehntausendfüßer), eingedeutscht: Myriapoden oder Myriopoden, im allgemeinen Sprachgebrauch auch Tausendfüßler, sind ein Unterstamm der Gliederfüßer (Arthropoda). Sie umfassen ausschließlich landlebende Formen mit einer meist zwei- oder dreistelligen Anzahl von Beinen. Lange Zeit galt Illacme plenipes aus der Doppelfüßer-Ordnung Siphonophorida mit maximal 750 Beinen als der Tausendfüßer mit den meisten Beinen. Im Jahr 2021 wurde in Australien mit Eumillipes persephone erstmals ein Tier mit mehr als 1000 Beinen gefunden (gezählt wurden 1306 Beine). E. persephone gehört zur Doppelfüßer-Ordnung Polyzoniida und lebt genau wie Illacme plenipes im Bodeninneren (euedaphisch) bzw. in Höhlen (troglobiont). Dabei hilft die hohe Anzahl an Beinen, genug Kraft aufzubringen, um sich durch das Bodenmaterial zu graben.
Mitunter wird die Bezeichnung Tausendfüßer in einem engeren Sinne auf die Klasse der meist pflanzenfressenden Doppelfüßer beschränkt, die mit mindestens 12.000 bekannten Arten den Großteil der Gruppe stellen. Etwa 3700 bekannte Arten umfassen die fleischfressenden Hundertfüßer. Daneben gibt es noch die kleineren Gruppen der Zwergfüßer mit etwa 150 Arten und der Wenigfüßer mit etwa 550 Arten. Weltweit sind über 16.000 Arten der Tausendfüßer beschrieben worden, es wird jedoch davon ausgegangen, dass ein Vielfaches der Arten existiert. Aus Deutschland sind 243 Arten der Tausendfüßer bekannt. Besonders bekannt unter dem Begriff Tausendfüßer sind Vertreter der Schnurfüßer, aber auch die Ordnungen Spirostreptida und Spirobolida, die als tropische Tausendfüßer häufig in Terrarien gehalten werden.

## Bau der Tausendfüßer
Tausendfüßer besitzen einen Körper, der in zwei Abschnitte (Tagmata) gegliedert ist: Auf eine Kopfkapsel, die aus mehreren miteinander verschmolzenen Segmenten besteht, folgt ein in sich gleichartig (homonom) gegliederter Rumpf mit mindestens vier beintragenden Segmenten.

### Kopf
Die Kopfkapsel der Tausendfüßer trägt als Anhänge ein Paar Antennen und zwei oder drei Paar Mundwerkzeuge. Die Antennen sind Gliederantennen, bei denen jedes Glied eigene Muskulatur besitzt. Die Antennen der Chilopoda und Symphyla sind einfach und wenig modifiziert. Die Diplopoden besitzen charakteristische, gewinkelte (gekniete) aus acht Segmenten aufgebaute Antennen, deren letztes Glied vier große Sinneszapfen aufweist. Die Antennen der Pauropoden sind gespalten mit mehreren Antennengeißeln. Auf die Antennen folgt ein gliedmaßenloses Segment (Interkalarsegment), das demjenigen der zweiten Antennen der Krebstiere entspricht. Der Mundraum beginnt mit einer – oft gezähnten – Oberlippe (Labrum), die ihn nach oben abschließt, anschließend ein Paar Mandibeln und zwei Paar Maxillen. Diplopoda und Pauropoda besitzen nur ein Maxillenpaar, das hier Gnathochilarium genannt wird. Hier sind entweder beide Maxillenpaare verschmolzen, oder eines ist vollständig verlorengegangen. Bei den Symphyla sind die Maxillenpaare untereinander recht ähnlich. Bei den Chilopoda ist das zweite Maxillenpaar langgestreckt und laufbeinähnlich. Bei den Pauropoda sind die Mundwerkzeuge mehr oder weniger reduziert und vereinfacht.
Der Bau der Mandibeln ist für die Tausendfüßer charakteristisch: Die Mandibel ist fast immer in zwei gegeneinander bewegliche Abschnitte (bei den Diplopoda sogar drei) geteilt. An der Mandibelbewegung ist das Tentorium, eine im Kopfinneren sitzende Skelettstruktur beteiligt. Diejenigen Muskeln, die die Mandibeln zusammenziehen (Adduktoren), setzen nicht an der Mandibel selbst, sondern am Tentorium an, das ein Gelenk mit der Mandibelbasis ausbildet. Es besteht aus zwei beweglich gelagerten Längsstreben, die durch einen Querbalken verbunden sind. Das bewegliche, schwingende Tentorium kommt bei keiner anderen Arthropodengruppe vor.
Augen sind bei vielen Chilopoda und Diplopoda ausgebildet, während Symphyla und Pauropoda immer augenlos sind. Der Bau der Augen ist untereinander recht verschieden. Viele Chilopoda (Lithobiomorpha, Scolopendromorpha außer Cryptopidae, Craterostigmomorpha) besitzen eine unterschiedliche Anzahl einlinsiger, knopfförmiger Ocellen. Die Scutigeromorpha besitzen echte Komplexaugen, die aber in ihrem Feinbau von denjenigen der Insekten und Krebstiere abweichen. Die Diplopoda besitzen Komplexaugen-artige Augenfelder aus zahlreichen Ommatidien, die in Reihen angeordnet sind. Bei der Häutung der Juvenilstadien wird in jedem Stadium jeweils eine Augenreihe angefügt. Viele Arten der Diplopoda und auch manche Arten der Chilopoda sind jedoch augenlos und blind. Die Ommatidien weichen in ihrem Feinbau ebenfalls deutlich von denjenigen der Tetraconata (Insekten und Krebstiere) ab; insbesondere besitzen sie keinen Kristallkegel, sondern stattdessen eine stark verdickte Linse (Cornea). Ob man diese Augenformen als abgewandelte, aus Komplexaugen hervorgegangene Reduktionsbildungen oder als eigenständige, aus denselben Grundformen abgeleitete Parallelentwicklungen ansieht, hängt von der Hypothese über die Verwandtschaftsverhältnisse der Tausendfüßer ab.

### Rumpf
Der gleichförmige, zahlreiche Beinpaare tragende Rumpfabschnitt, ist das auffallendste Merkmal der Tausendfüßer. Tatsächlich ist der Rumpf der diversen Klassen der Tausendfüßer aber verschieden aufgebaut. Der Körperbau ist abgeplattet oder rund. Auf der Oberseite (dorsal) sitzt bei den Chilopoda und den Symphyla eine Reihe oft etwas überlappender Rückenschilder (Tergite). Bei den Chilopoda folgen in charakteristischer Reihung immer ein kurzes und ein langes Tergit aufeinander (Ausnahme: siebtes und achtes Tergit, die beide lang sind). Bei den Zwergfüßern sind die Tergite unterschiedlich gestaltet, oft halbmondförmig oder hinten in dreieckige Zipfel ausgezogen; bei manchen bodenlebenden Formen sind sie teilweise reduziert und in zwei nebeneinander liegende Plattenpaare aufgelöst. An einigen Segmenten sind sie oft auch quer gespalten und in hintereinander liegende Paare aufgelöst. Bei den Diplopoda sind jeweils zwei aufeinander folgende Segmente zu einem Doppelsegment (mit zwei Beinpaaren) verschmolzen, bei den meisten (den Helminthomorpha) ist der Körper von fast geschlossenen, durch Einlagerung von Calciumcarbonat gepanzerten Ringen umgeben, die nur durch die Beinreihen unterbrochen werden.
Jedes Segment trägt im Prinzip jeweils ein Beinpaar. Oft sind allerdings die ersten und letzten Segmente abweichend. Das erste Rumpfsegment der Chilopoda ist an den Kopf angeschlossen. Dieses Segment trägt mächtige, als Maxillipeden bezeichnete Beinpaare, die Giftklauen besitzen und der (räuberischen) Ernährung dienen. Bei vielen Arten der anderen Gruppen trägt das erste Segment hingegen keine oder stark reduzierte Beinpaare. Am Körperende sitzen sehr oft ein oder zwei Segmente ganz ohne Extremitäten.
Die Beine befinden sich entweder seitwärts (Chilopoda) oder auf der Bauchseite (Diplopoda) des Rumpfes. Die Beine sind in sechs oder sieben Segmente, benannt Coxa – Trochanter – Präfemur – Femur – (Postfemur) – Tibia – Tarsus gegliedert. Dabei besitzen die Diplopoda ein Glied, den Postfemur mehr. Ihre gewinkelten Beine bilden ein Kniegelenk-artiges Scharnier. Hinzu kommt ein Prätarsus, an dem in der Regel eine einzelne (unpaare) Klaue sitzt.

## Zur Anzahl der Beine
Wie der Name andeutet, haben einige Tausendfüßer-Arten eine große Anzahl von Beinen. Jedoch hat nur die 2021 in Australien entdeckte Spezies Eumillipes persephone mehr als 1000 Beine (1306). Allerdings besitzen nicht alle Arten eine so große Zahl von Beinen. Gerade die ursprünglichsten, systematisch basalsten Gruppen besitzen nur relativ wenige Beinpaare. Man nimmt daher an, dass die hohe Beinzahl womöglich kein primitives, sondern ein in der Evolution erst später erworbenes Merkmal darstellt. Die Frage ist aber schwierig zu entscheiden, da bis heute keine Fossilien von Vertretern der Stammgruppe Tausendfüßer gefunden wurden.
Innerhalb der Tausendfüßer gibt es Gruppen mit unterschiedlichen Entwicklungswegen:
- Epimorphose: Die Tiere schlüpfen mit ihrer endgültigen Segment- und Beinanzahl aus dem Ei.
- Anamorphose: Beim Schlupf sind nicht alle Segmente vorhanden, ihre Anzahl nimmt bei Wachstum und Häutungen zu.

Innerhalb der Anamorphose gibt es zwei unterschiedliche Wege:
- Hemianamorphose: Das Tier erreicht irgendwann eine artbedingt feststehende höchste Endzahl von Segmenten. Es häutet sich anschließend nicht mehr (Teloanamorphose), oder bei den folgenden Häutungen bleibt die Segmentzahl gleich.
- Euanamorphose: Das Tier gewinnt bei jeder Häutung Segmente hinzu, eine fixierte Endzahl ist nicht ersichtlich.

Für Arten mit Euanamorphose existiert damit keine fixierte Beinzahl, diese ist individuell unterschiedlich.
Innerhalb der Tausendfüßer sind u. a. folgende Gruppen zu unterscheiden:
- Relativ geringe, fixierte Beinzahl, z. B. 12 Beinpaare bei den Symphyla, 15 bei den Scutigeromorpha und Lithobiomorpha (Chilopoda), 17–19 bei den Glomerida (Diplopoda). Die kleinste vorkommende Anzahl ist 8 bei den Pauropoda (vermutlich sekundär vermindert).
- relativ hohe, fixierte Beinzahl, z. B. 21 oder 23 Paare bei den Scolopendromorpha, 49 oder 51 bei zahlreichen Diplopoda.
- hohe, nicht fixierte Beinzahl: Diplopoden: bis 216 Beinpaare bei den Platydesmida, bis 380 bei den Siphonophorida und bis 653 bei den Polyzoniida (vgl. den Rekordhalter oben). In der Klasse der Chilopoden kommen bis 194 Beinpaare bei den Geophilomorpha vor.

Bei Arten der Gattung Scolodendropsis (Chilopoda, Scolopendromorpha) konnte gezeigt werden, dass nahe verwandte Arten in derselben Gattung teilweise 21 oder 23, teilweise 39 oder 43 Beinpaare besitzen; hier liegt die Vermutung nahe, dass die Zahl der Segmente sich durch eine einzelne Mutation verdoppelt hat.
Die Verhältnisse werden noch dadurch kompliziert, dass bei verschiedenen Myriapoden die Anzahl der Beine, der dorsalen Platten (Tergite) und anderer segmentaler Anlagen nicht übereinstimmen muss. Bei der Saftkugler-Gattung Glomeris entwickeln sich Dorsal- und Ventralseite im Embryo offensichtlich voneinander unabhängig, so dass gar keine fixierte Anzahl Segmente existieren muss, die beiden gemeinsam wäre.

## Systematik der Tausendfüßer

### Äußere Systematik
Traditionell wurden die durch Tracheen atmenden Tausendfüßer mit den Sechsfüßern (deren Hauptgruppe die Insekten sind) als Tracheentiere zusammengefasst. Dies hielt jedoch späteren Untersuchungen nicht stand.
Jüngere Arbeiten zur Morphologie, vor allem des Nervensystems, des Feinbaus der Augen und zahlreiche molekulare Stammbäume (aufgrund homologer DNA-Sequenzen) haben klar ergeben, dass die Hexapoda (unter Einschluss der Insekten) und die Krebstiere (Crustacea) eine gemeinsame Abstammungslinie darstellen, die nach dem Bau der Augen meist „Tetraconata“ benannt wird. Demnach können Tausendfüßer und Hexapoda keine Schwestergruppen sein, wie vorher jahrzehntelang als beinahe sicher angenommen worden war. Diese Gruppierung, die nach den Atmungsorganen als Tracheentiere (Tracheata, auch „Atelocerata“) bezeichnet worden war, erschien vorher nach morphologischen Kriterien gut begründet. Von inzwischen Dutzenden molekularen Studien, umfassend und methodisch immer ausgefeilter, hat das aber keine einzige bestätigt. Die gemeinsamen Merkmale der Tausendfüßer und der Hexapoda sind demnach mit hoher Wahrscheinlichkeit konvergente Bildungen, die vor allem mit dem Übergang von wasser- zu landlebenden Formen zusammenhingen. Wenn die Hexapoda also nicht die Schwestergruppe der Myriapoda sind, besteht an der Monophylie der Tausendfüßer keinerlei begründbarer Zweifel mehr. Dementsprechend wird, entgegengesetzt zu einer einige Zeit vorherrschenden Theorie des Zoologen Otto Kraus, von allen modernen Bearbeitern die monophyletische Abstammungsgemeinschaft der Myriapoda vorausgesetzt.
Über das tatsächliche Schwestergruppenverhältnis der Tausendfüßer existieren bis heute zwei Hypothesen. Die meisten Wissenschaftler sind der Ansicht, dass die Tausendfüßer, die Hexapoda und die Crustacea zusammen eine Mandibulata benannte Gruppe bilden. Diese ist durch zahlreiche morphologische Argumente, zum Beispiel den Bau der Mundwerkzeuge und des Nervensystems sowie eine Reihe molekularer Studien unterstützt. Viele andere molekulare Studien lassen es aber ebenfalls denkbar erscheinen, dass tatsächlich die Kieferklauenträger (Chelicerata; umfassen vor allem die Spinnentiere) die nächsten Verwandten der Tausendfüßer wären. Für diese Gruppierung gibt es (von einer Besonderheit bei der embryonalen Bildung des Nervensystems abgesehen) gar kein auf der Morphologie begründbares Argument. Diese mögliche Gruppierung wird „Myriochelata“ oder auch „Paradoxopoda“ genannt.
Hypothese 1:
|             | Tausendfüßer                                           |
|             |                                                        |
| Tetraconata | \| \| Crustacea \| \| \| \| \| \| Hexapoda \| \| \| \| |
|             | \| \| Crustacea \| \| \| \| \| \| Hexapoda \| \| \| \| |
|             | Crustacea                                              |
|             |                                                        |
|             | Hexapoda                                               |
|             |                                                        |

|  | Crustacea |
|  |           |
|  | Hexapoda  |
|  |           |

|             | Tausendfüßer                                           |
|             |                                                        |
| Tetraconata | \| \| Crustacea \| \| \| \| \| \| Hexapoda \| \| \| \| |
|             | \| \| Crustacea \| \| \| \| \| \| Hexapoda \| \| \| \| |
|             | Crustacea                                              |
|             |                                                        |
|             | Hexapoda                                               |
|             |                                                        |

|  | Crustacea |
|  |           |
|  | Hexapoda  |
|  |           |

Hypothese 2:
|  | Tausendfüßer |
|  |              |
|  | Chelicerata  |
|  |              |

|  | Crustacea |
|  |           |
|  | Hexapoda  |
|  |           |

|  | Tausendfüßer |
|  |              |
|  | Chelicerata  |
|  |              |

|  | Crustacea |
|  |           |
|  | Hexapoda  |
|  |           |

### Interne Systematik
Die interne Systematik der Myriapoda ist relativ gut gesichert.
So bilden die Doppelfüßer und die Wenigfüßer aufgrund mehrerer gut begründeter Merkmale das Taxon Dignatha. Diese Merkmale sind eine Verschmelzung der basalen Glieder der ersten Maxille zu einer Unterlippe (Gnathochilarium), der Verlust der zweiten Maxille beziehungsweise rudimentäre Anlage derselben in der Embryonalentwicklung, Genitalöffnungen im zweiten Segment, Tracheenöffnungen nahe den Beinen, Jungtiere mit nur drei Beinpaaren.
Die Dignatha wiederum bilden mit den Zwergfüßern das Taxon Progoneata aufgrund der Darm- und Fettkörperbildung innerhalb des Dotters sowie des Aufbaus der Mechanorezeptoren (Trichobothrien).
- Tausendfüßer – Myriapoda
  - Hundertfüßer – Chilopoda
  - Progoneata
    - Zwergfüßer – Symphyla
    - Dignatha
      - Wenigfüßer – Pauropoda
      - Doppelfüßer – Diplopoda

## Tausendfüßer-Massenvermehrungen
Fallweise kommt es zu Massenvermehrungen von Doppelfüßern, wahrscheinlich bedingt durch milde Witterungsverhältnisse und günstiges Nahrungsangebot. Durch das massenhafte Auftreten des Diplopoden Megaphyllum unilineatum fühlten sich die Einwohner im bayerischen Obereichstätt belästigt. Zusammen mit dem Wasserzweckverband errichtete die Gemeinde eine 200 m lange und 30 cm hohe Schutzwand am Ortsrand.
Die Gemeinde Röns in Vorarlberg, Österreich, wurde seit dem Jahr 2000 über mehrere Jahre jeden Frühling von Cylindroiulus caeruleocinctus heimgesucht. Dort wurden die Tausendfüßer mit Raubmilben und Diatomeenerde bekämpft.
In Deutschland wurden Massenwanderungen vor allem bei Ommatoiulus sabulosus und Cylindroiulus caeruleocinctus beobachtet, seltener bei Julus scandinavius, Julus scanicus und Ophyiulus pilosus. O. sabulosus wandert meist im Frühling und Sommer während besonders schwül-warmer Witterung. Bevorzugt werden helle steinige und sonnenbeschienene Flächen aufgesucht. Die Tiere klettern auch an Büschen, Bäumen und Häuserwänden hinauf, so dass sie auch oft über geöffnete Fenster in Innenräume gelangen. Die Schwärme setzen sich aus erwachsenen und fast erwachsenen Tieren zusammen. Da Weibchen in den Schwärmen überwiegen, wird daraus geschlussfolgert, dass die Suche nach geeigneten Habitaten für Paarung und Eiablage eine Ursache für die Massenwanderungen sein könnte. Möglicherweise führen günstige klimatische Bedingungen, wie mehrere milde Winter innerhalb weniger Jahre, zur Überpopulation, die schließlich das Schwärmen zur Suche freier Habitate auslösen.

## Terrarienhaltung

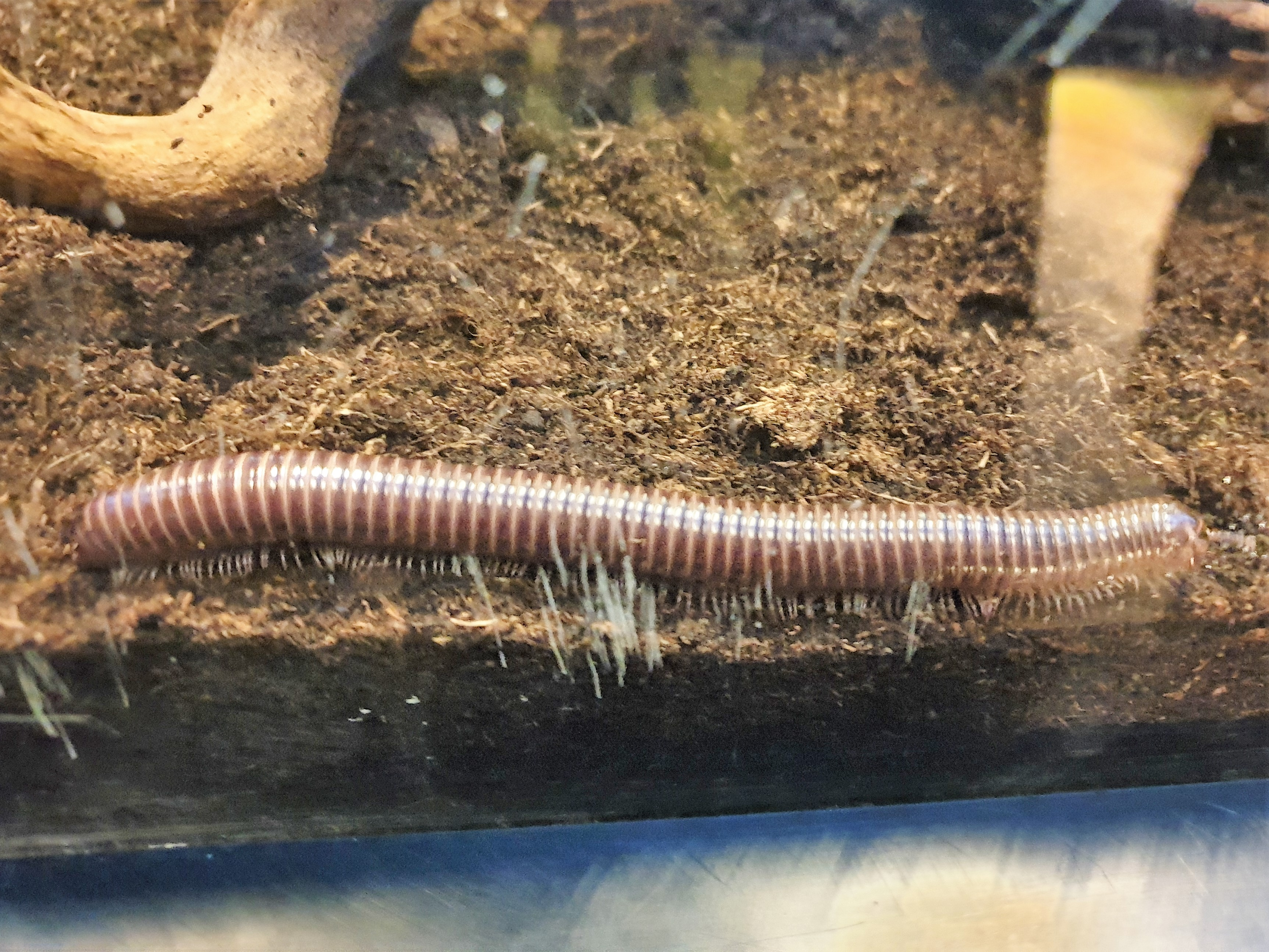
Ein tropischer Doppelfüßer der Art Thyropygus aterrimus im Terrarium

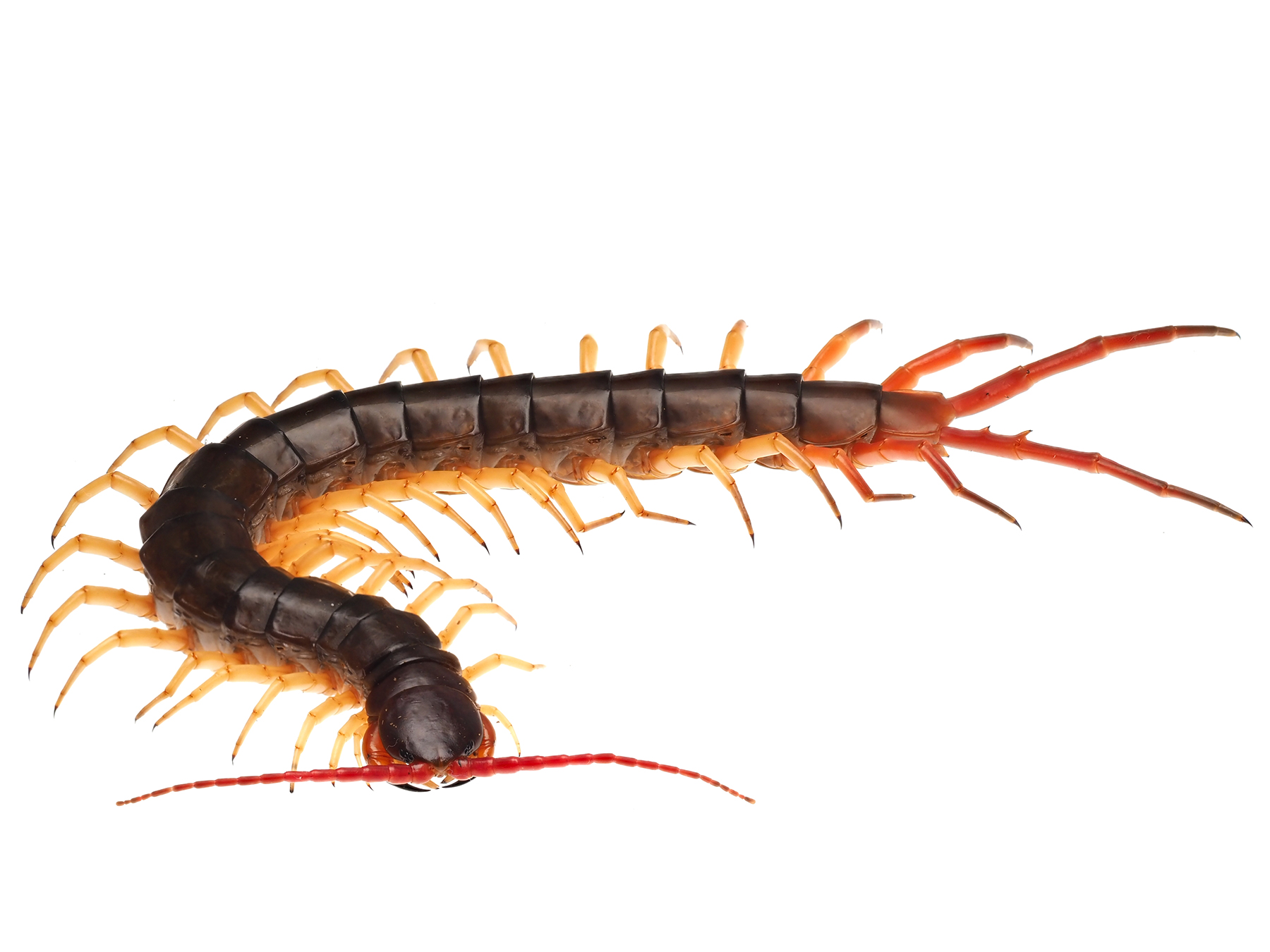
Scolopendra dehaani wird regelmäßig zum Verkauf angeboten

In der Terrarienhaltung finden sich häufig sowohl große Vertreter der Riesenläufer (Skolopender) als auch große oder auffällig bunte Vertreter der Doppelfüßer. Vor allem letztere werden meist einfach als Tausendfüßer bezeichnet.
Unter den Doppelfüßern sind besonders die größeren, tropischen Arten beliebt, die meistens zu den Spirobolida, Spirostreptida oder seltener auch den Bandfüßern oder Riesenkuglern gehören. Seltener werden auch heimische Arten gehalten, wobei hier vor allem die Saftkugler nennenswert sind. Doppelfüßer erfordern zwar, wie alle anderen Tiere auch, regelmäßige Pflege und eine artgerechte Unterbringung, weisen aber den Vorteil auf, sehr kostengünstig im Unterhalt zu sein. Sie benötigen weder Lebendfutter noch spezielle Beleuchtung, oftmals auch keine Heizung, wobei für die tropischen Arten Temperaturen über der Zimmertemperatur sehr zu empfehlen sind. Für manche heimischen Arten dagegen ist Zimmertemperatur bereits zu warm. Auf eine ausreichend große Beckengröße sollte auch geachtet werden. Als Futter reicht meistens das Bodensubstrat mit halbverrottetem Laub, weißfaulem Holz und gelegentlichen Gaben von Früchten oder Gemüse. Auch Katzenfutter oder Aas wird gefressen. Vor allem Totholz sollte vorhanden sein, ebenfalls ist eine Zugabe von Kalk in Form von Kalkpulver, zermörserten Eierschalen, Sepiaschalen oder Kalksteinen wichtig. Ist der Bodengrund bereits mit Kalk angereichert, reicht auch das aus. Die meisten Arten stammen aus feuchten Lebensräumen, daher ist eine hohe Luftfeuchtigkeit von Vorteil. Regelmäßiges Besprühen des Terrariums, ein feuchter, jedoch nicht staunasser Bodengrund sowie Versteckmöglichkeiten in Form von beispielsweise Holzstücken oder Steinen auf dem Boden komplettieren die meist einfache Haltung der Tiere. Da Doppelfüßer untereinander friedlich sind, ist eine Gruppenhaltung unproblematisch.
Etwas anspruchsvoller ist die Haltung von Skolopendern. Diese benötigen zwar meist nicht viel Platz, können aber schmerzhaft und mit Folge von Vergiftungssymptomen zubeißen. Manche Arten gelten als relativ bissig, andere als eher friedlich. Eine Gewöhnung an den Menschen ist möglich. Dennoch ist im Umgang mit den schnellen und agilen Tieren stets Vorsicht geboten und das Tragen von Handschuhen bei Arbeiten im Terrarium zu empfehlen. Die Tiere sollten einzeln gehalten werden, da Kannibalismus vorkommen kann. Die Ernährung erfolgt über lebende Futterinsekten oder auch nestjunge Mäuse. Je nach Art empfehlen sich Wüsten- oder Regenwaldterrarien, die Temperaturen sollten über Heizmöglichkeiten reguliert werden. Unabdingbar ist eine Versteckmöglichkeit für die Tiere, z. B. in Form von Steinen auf dem Boden. Möglich sind dabei auch Glasplatten, unter denen sich die Tiere tagsüber verstecken und dennoch noch sichtbar sind.

## Bilder

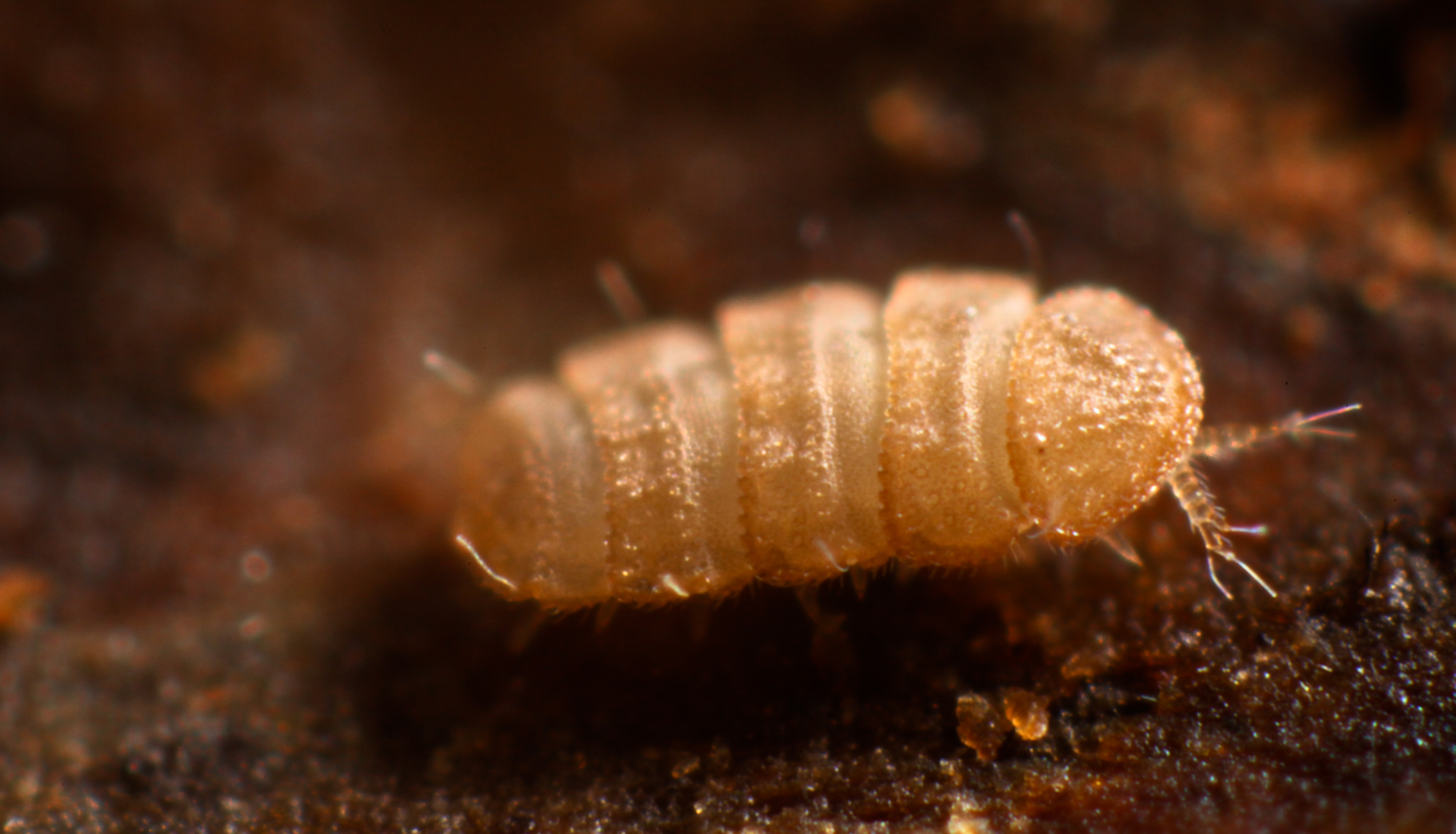
Trachypauropus brittanicus ist ein Vertreter der Wenigfüßer (Pauropoda)
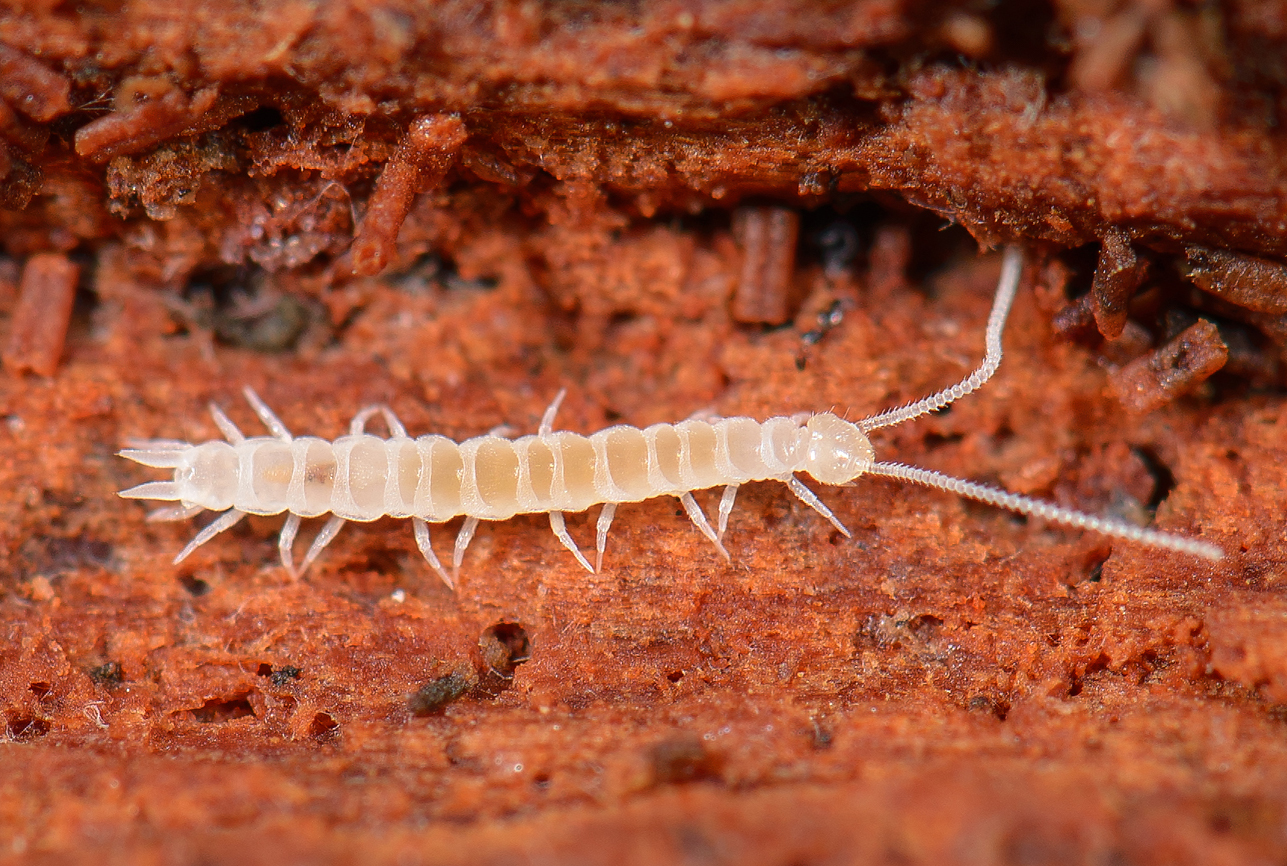
Ein Vertreter der Zwergfüßer (Symphyla)
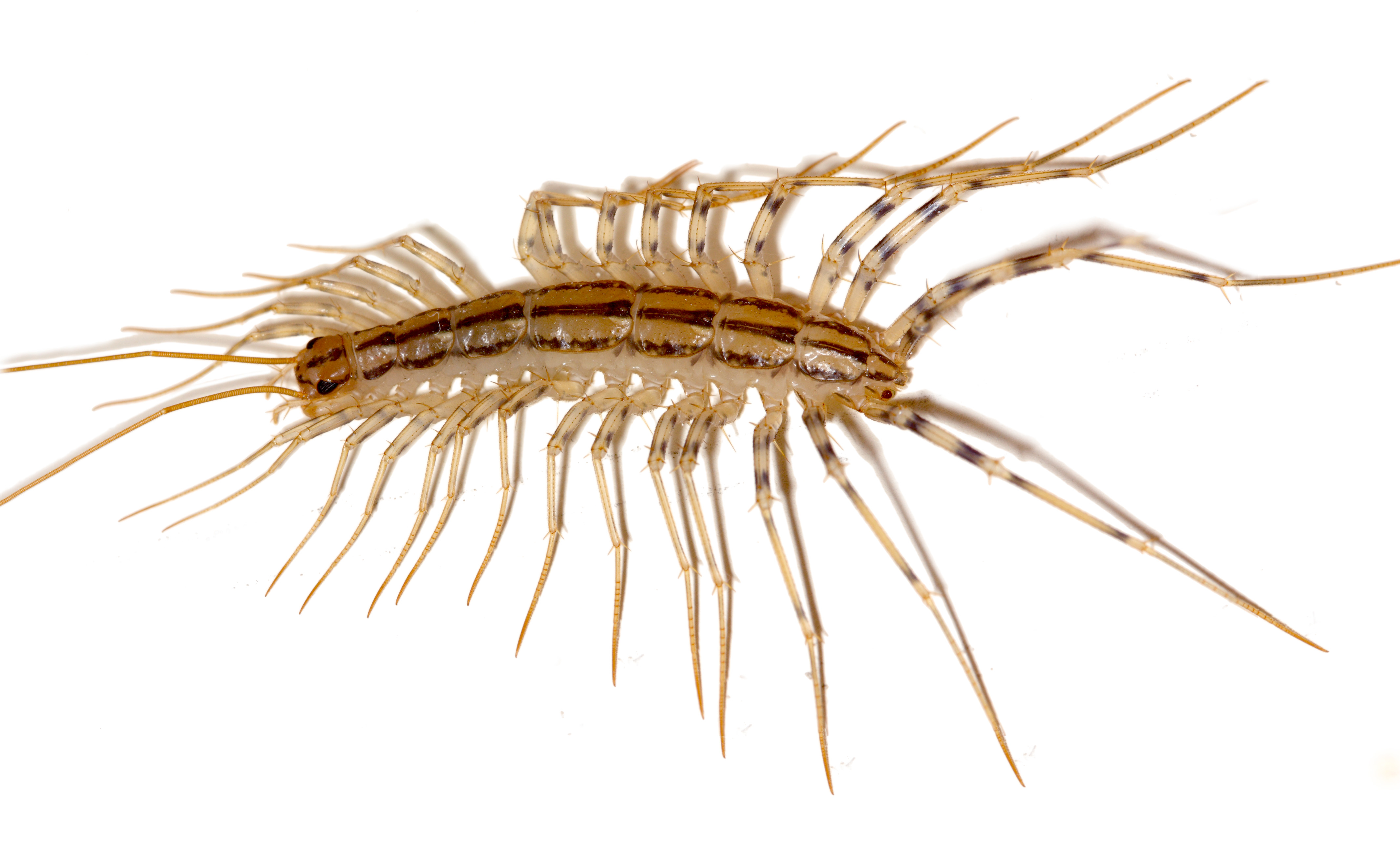
Die Spinnenläufer (Scutigeromorpha) bilden die ursprünglichste Ordnung der Hundertfüßer. Der abgebildete Spinnenläufer breitet sich durch die globale Erwärmung im Süden Deutschlands aus
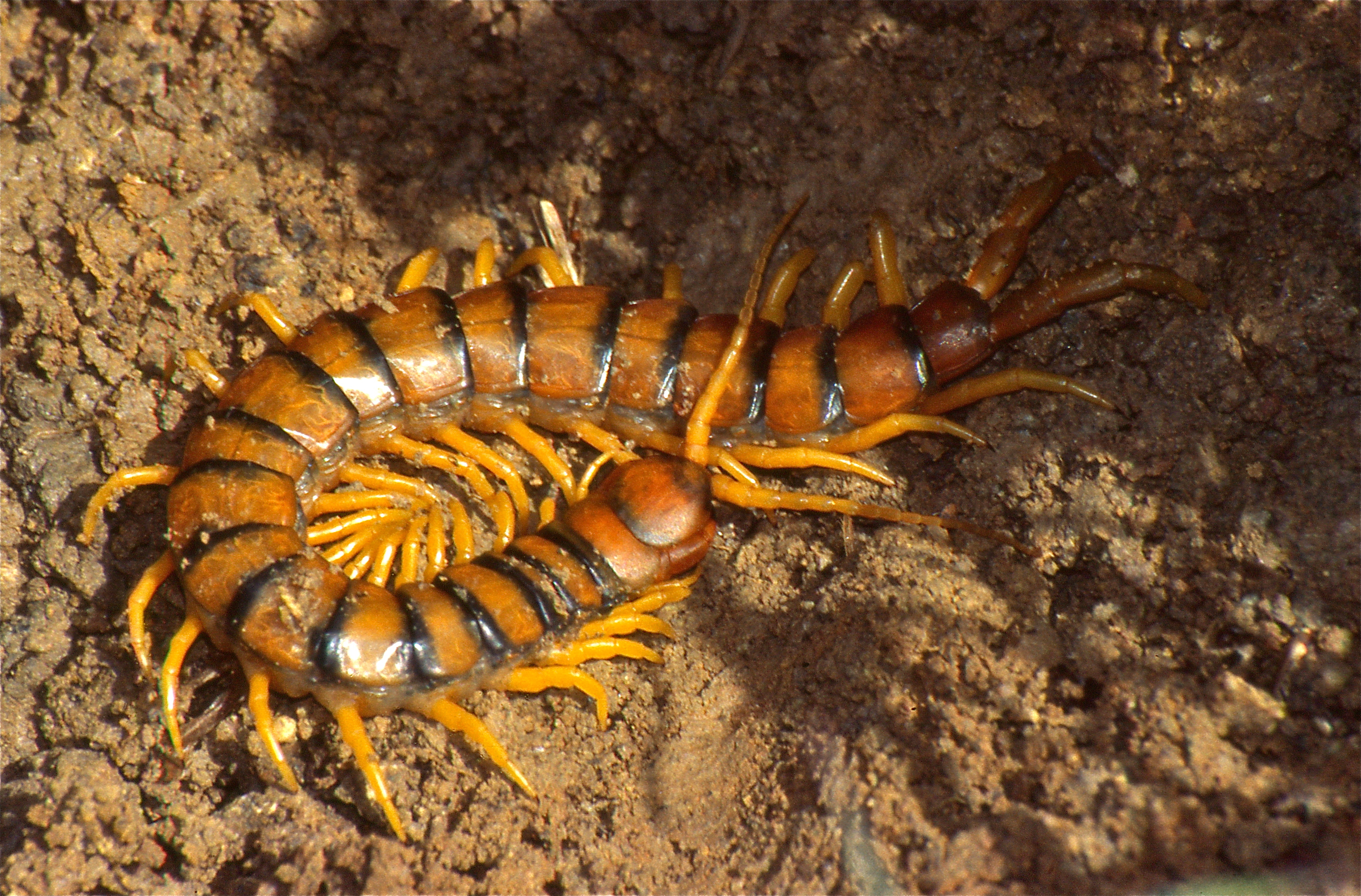
Die größten Hundertfüßer-Arten gehören zu den Skolopendern (Scolopendromorpha), die auch Riesenläufer genannt werden. Im Bild die europäische Art Scolopendra cingulata
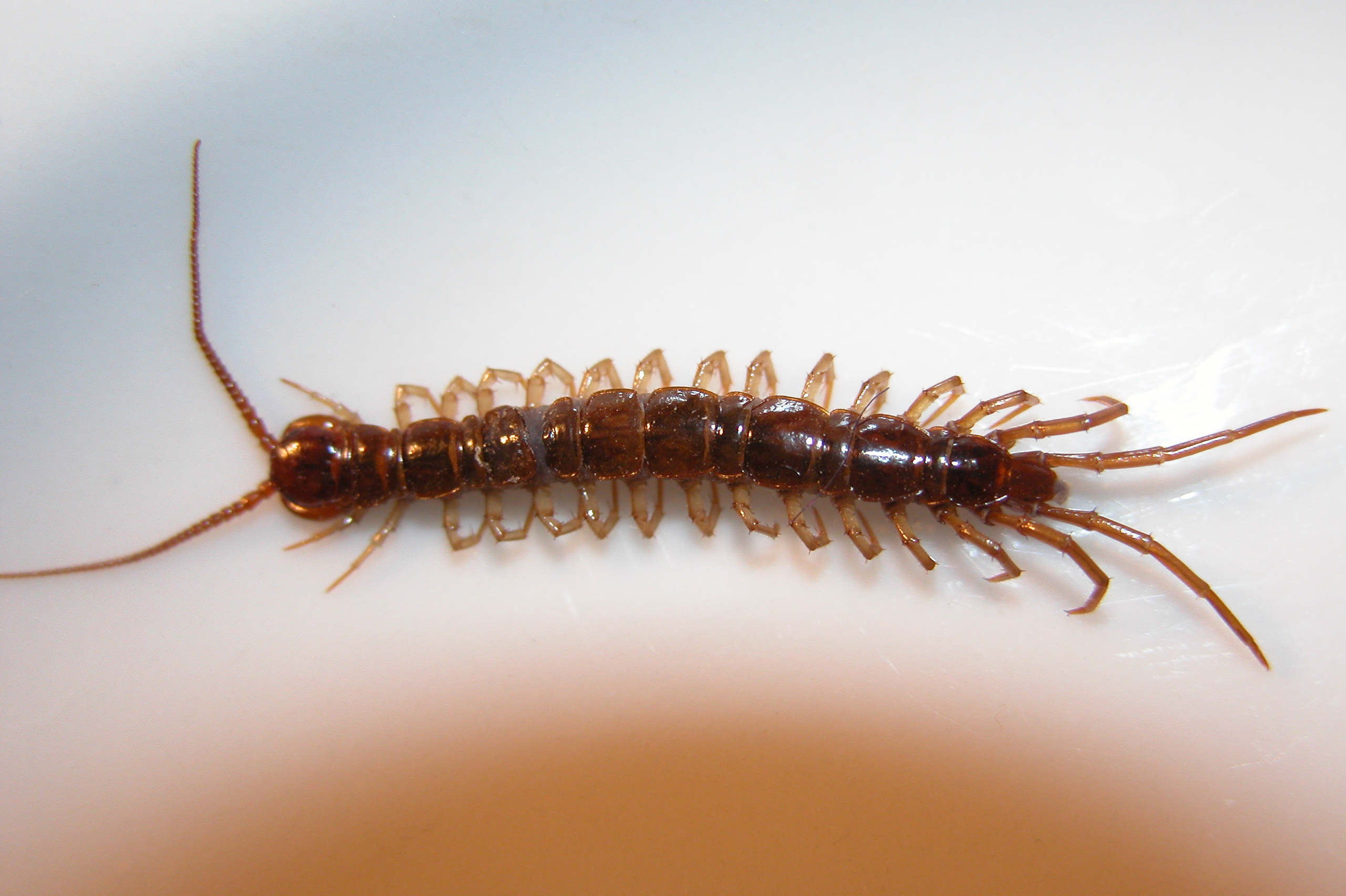
Hundertfüßer der Ordnung Steinläufer (Lithobiomorpha) sind in Mitteleuropa häufig zu finden
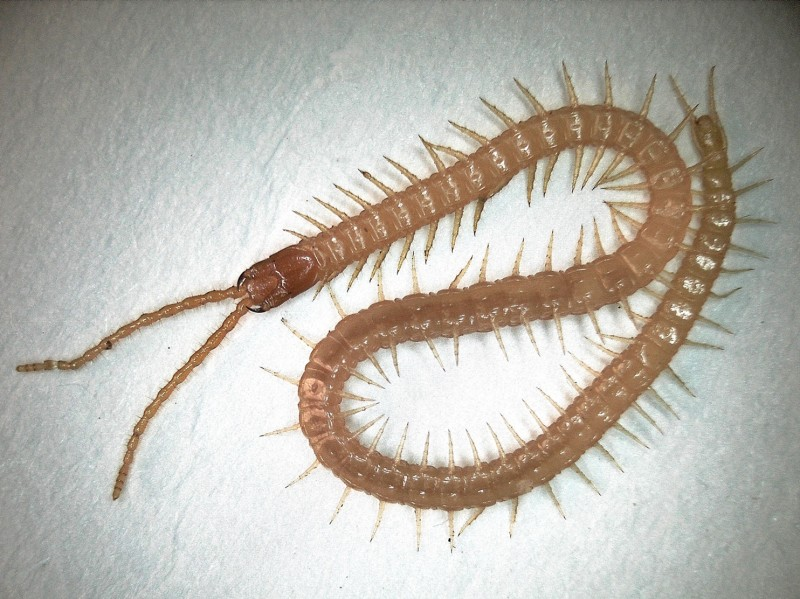
Auch Erdläufer (Geophilomorpha) sind in Mitteleuropa häufige Vertreter der Hundertfüßer. Mit etwa 1300 bekannten Arten sind sie die artenreichste Ordnung der Hundertfüßer.
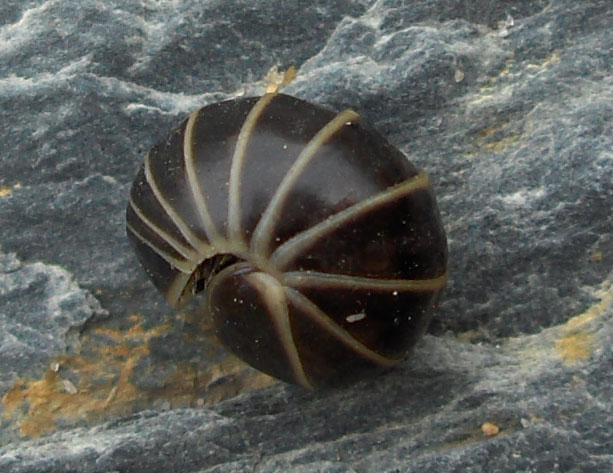
Manche Ordnungen der Doppelfüßer können sich kugelförmig zusammenrollen. Im Bild zu sehen ist der Gerandete Saftkugler (Glomeris marginata)
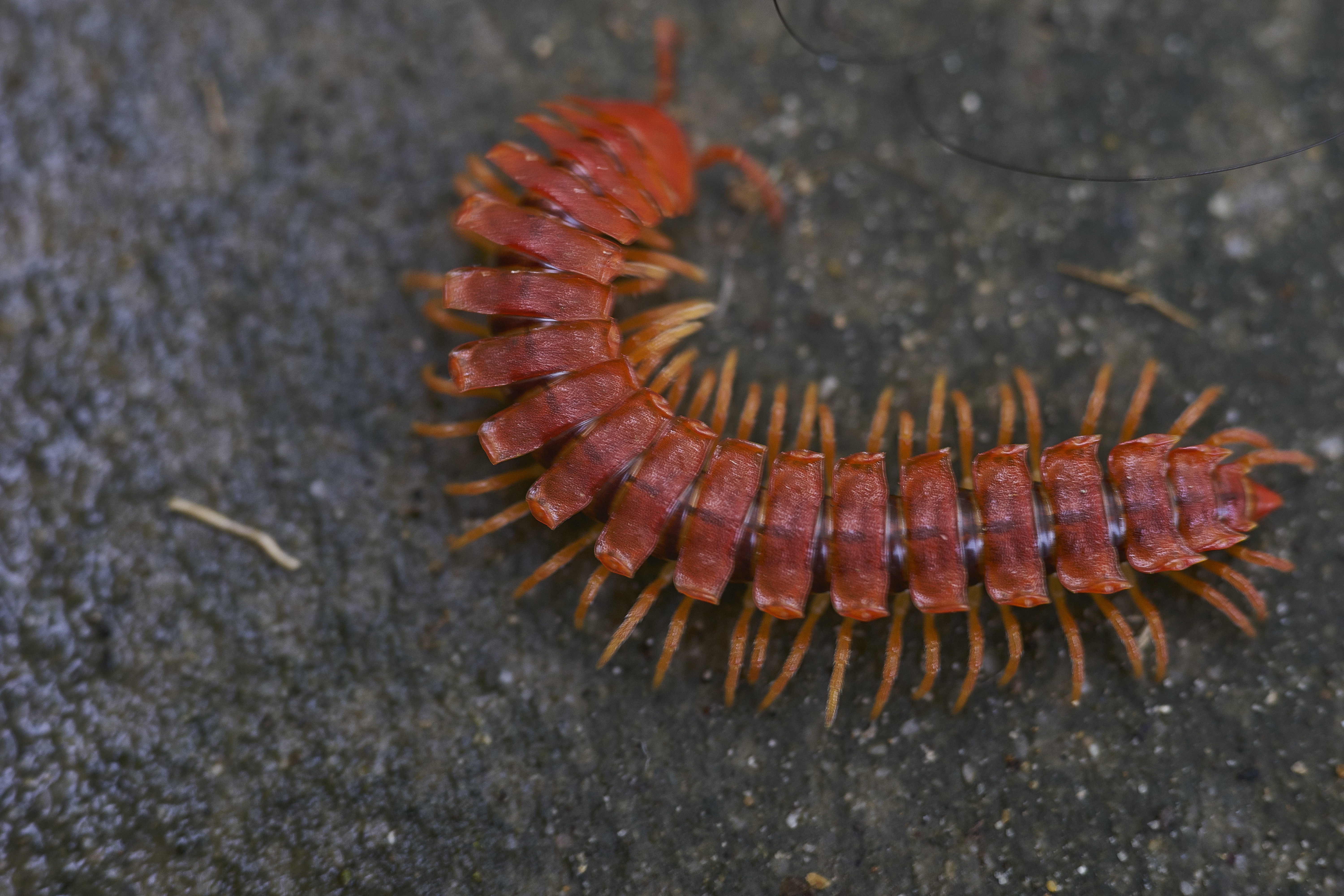
Mit über 5000 Arten sind die zu den Doppelfüßern Bandfüßer (Polydesmida) die artenreichste Ordnung der Tausendfüßer. Sie sind oft an den auffälligen Seitenflügeln (Paranota) erkennbar
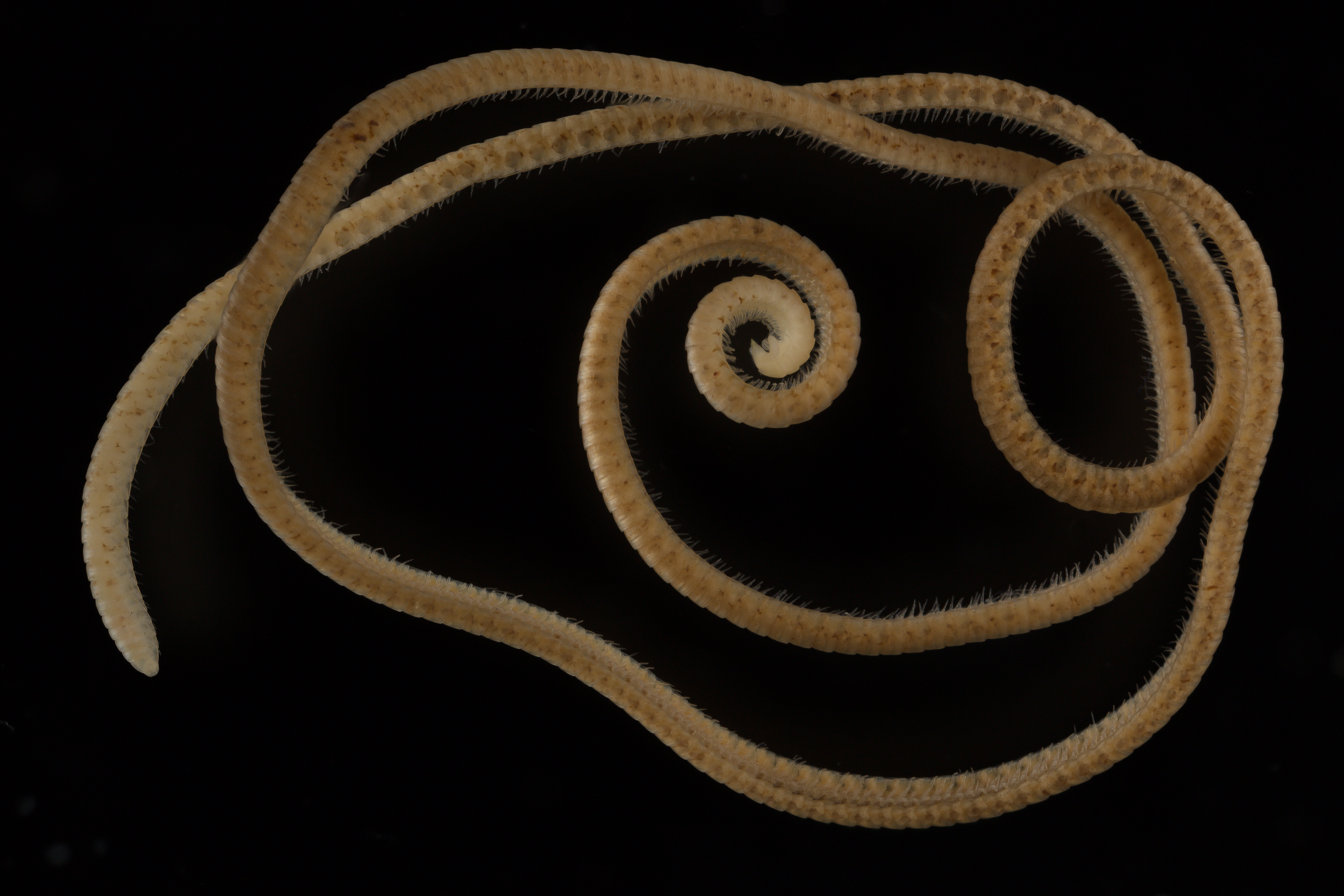
Mit 1306 Beinen hält Eumillipes persephone den Rekord unter den Tausendfüßern
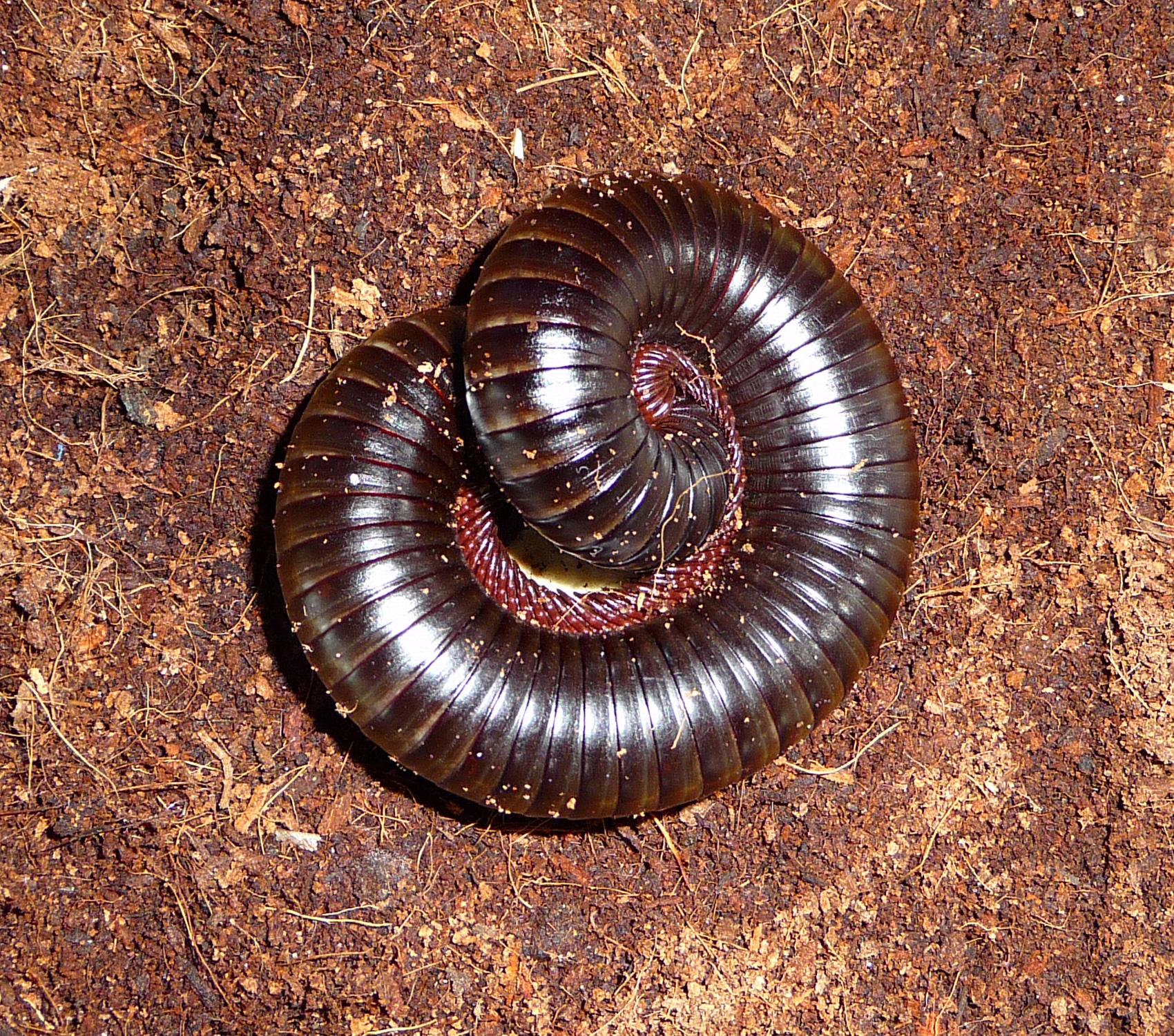
Archispirostreptus gigas ist der größte bekannte Doppelfüßer und damit auch der größte noch lebende Tausendfüßer. Wie die heimischen Schnurfüßer kann auch er sich zusammenrollen
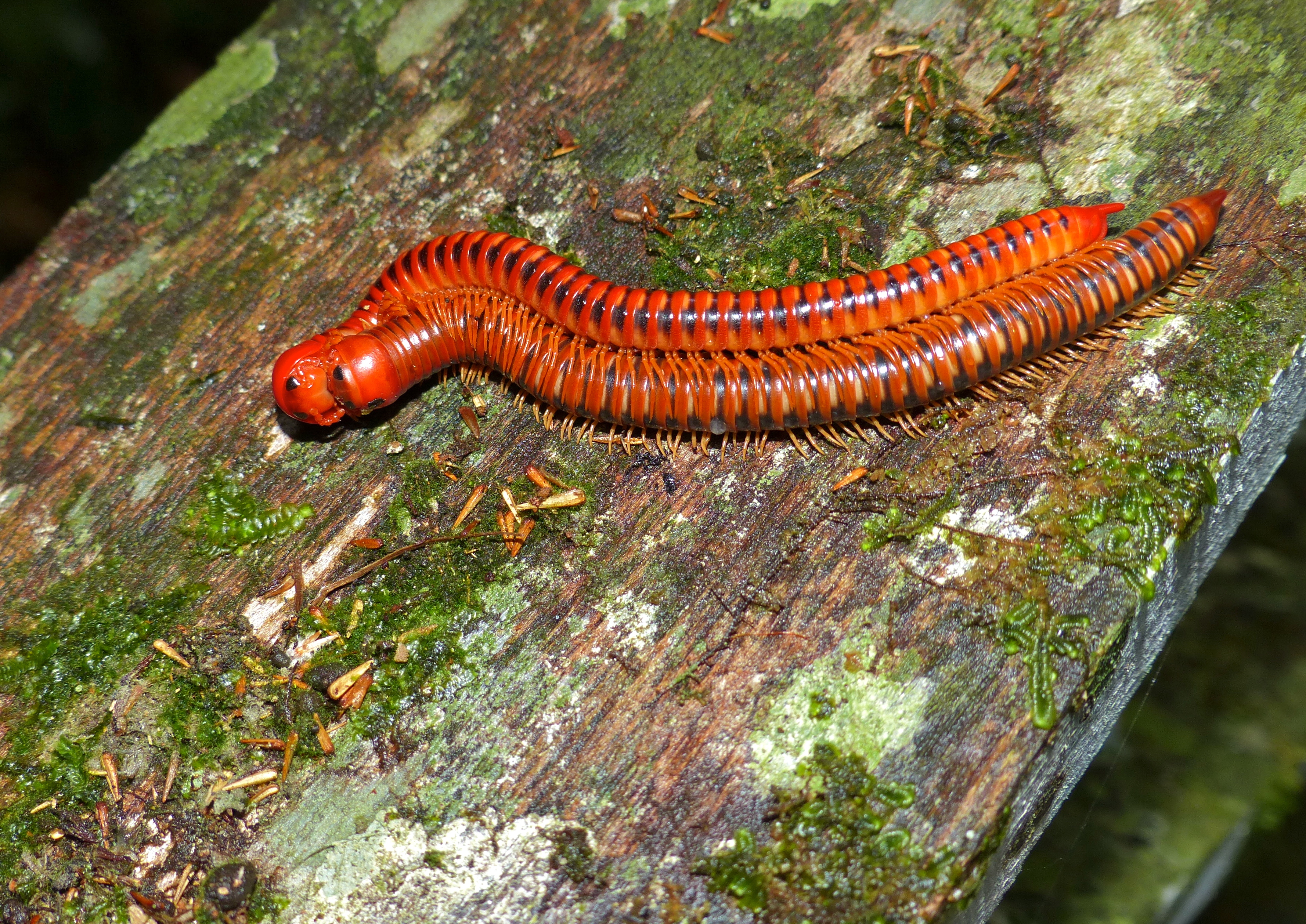
Doppelfüßer bei der Paarung
- Wellenförmiges Muster der Beine bei der Fortbewegung (8 MB)